# 渋沢智雄
渋沢 智雄（しぶさわともお、正字体：澁澤 智雄、1901年〈明治34年〉3月5日 - 1947年〈昭和22年〉4月29日）は、日本の実業家、渋澤倉庫常務取締役、エフ・オーストン商会監査役。祖父は渋沢栄一、父は渋沢篤二。コモンズ投信取締役会長の渋澤健は孫である。

## 生涯

### 幼少期・青年期
1901年、3月5日に子爵・渋沢栄一の嫡男・篤二と妻・敦子の三男として東京府東京市深川区〈現在の東京都江東区〉に生まれる（智雄の上に兄2人がいる）。
敦子の父（智雄の母方の祖父）は羽林家の公卿出身の元老院議官を務めた伯爵橋本実梁である。子爵・渋沢敬三と渋沢信雄の弟にあたる。現渋沢家当主の渋沢雅英と元ソニー取締役の渋沢裕と渋沢彰の叔父である。渋沢武之助、渋沢正雄、渋沢秀雄の甥である。実業家の渋沢芳昭の父である。
1913年に父の篤二が廃嫡になった後、母の敦子と２人の兄と共に借家を転々とするものの1915年に篤二に代わり渋沢家の跡継ぎとなった長兄の敬三が渋沢同族株式会社社長に就任したのを機に兄2人と共に渋沢家に戻る。その後は北海道帝国大学農学部に入学するため北海道に移る。
1928年に節子夫人との結婚を機に分家し、次兄の信雄と共に分家という立場から栄一から家督継承した長兄・敬三を支えた。結婚翌年の1929年には長男・渋沢芳昭が誕生している。また、節子夫人との間に生まれた芳昭を始めとする三男二女の子供を愛情深く育てたという。

### 実業家として
分家として次兄・信雄と共に長兄・敬三を支える一方実業家としても活動し、日本ワットソン統計機械取締役、エフ・オーストン商会監査役などや祖父・渋沢栄一が設立に関わり、父・渋沢篤二が取締役会長を務めた渋澤倉庫の常務取締役や、朝鮮興業取締役などを歴任した。趣味は音楽、釣りと幅広かった。宗教は仏教。
住所は東京市渋谷区代々木富ヶ谷である。

### 死去
実業家としてますますの活躍が期待される中、戦後まもない1947年4月29日に2人の兄に先立ち満46歳（享年47）の若さで早世した。菩提寺は渋沢子爵家の菩提寺でもある寛永寺で､墓所は渋沢子爵家代々の墓所がある谷中霊園にある。　

## 登場作品
- 青天を衝け (NHK大河ドラマ、2021年。演:越中優人)

## 家族・親族

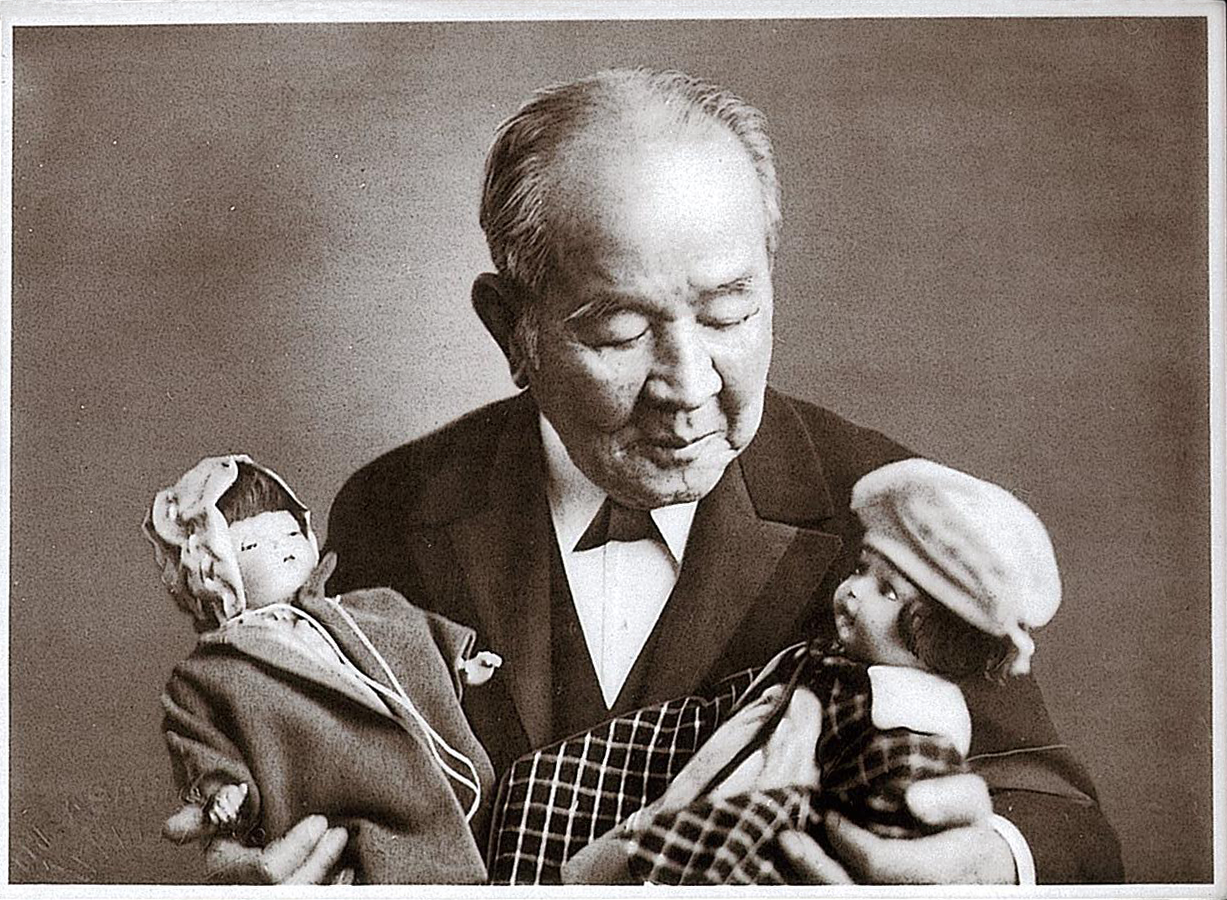
父方祖父の渋沢栄一。

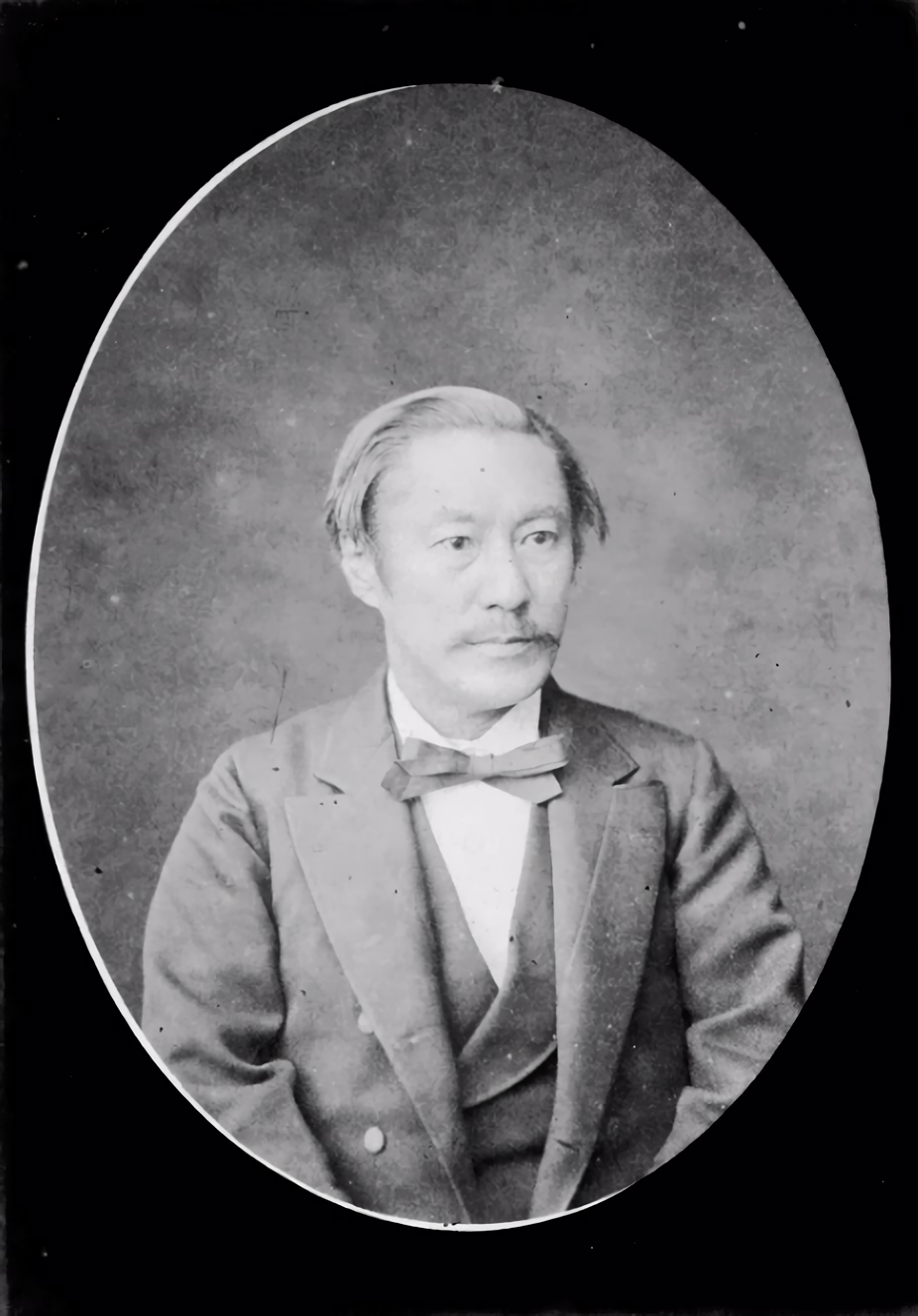
母方祖父の橋本実梁。

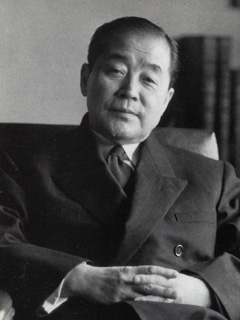
兄の渋沢敬三。

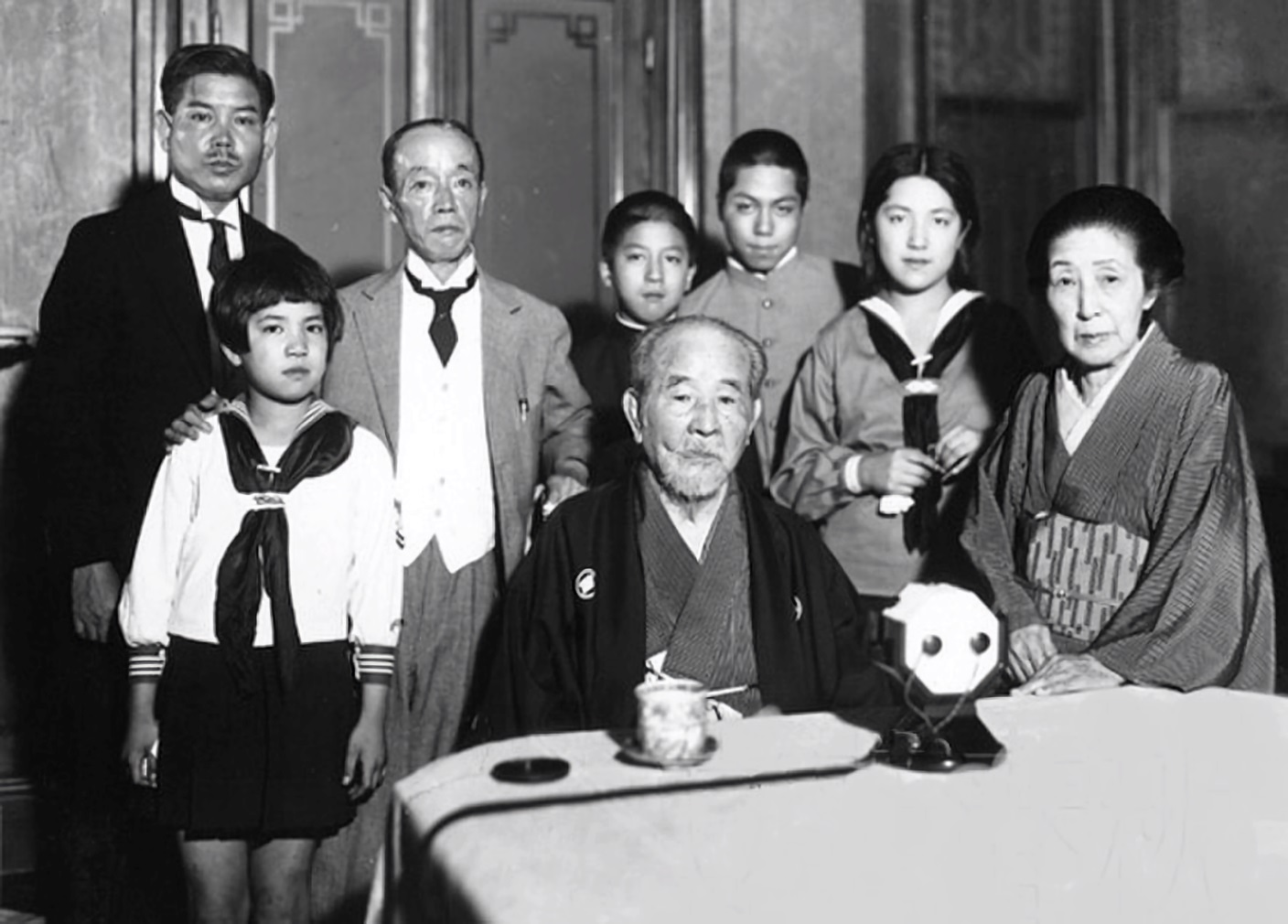
渋沢家の人々。

渋沢家
- 妻・節子（中村勇三郎の姉）[2][7]
- 長男・芳昭（1929年-　）[2]
- 次男・芳則（1933年-　）
- 三男・茂純（1936年-　） [7]
- 長女・百合子[7]
- 二女・加代子[7]
- 孫・健（1961年-）

親戚
- 渋沢敬三（長兄、子爵、実業家）
- 渋沢信雄(次兄)
- 渋沢雅英(甥)
- 穂積重遠（法学者）
- 阪谷希一（政治家）
- 穂積真六郎
- 渋沢元治